# Conferência Eclesial da Amazônia
A Conferência Eclesial da Amazônia (CEAMA) é um organismo episcopal que "promove a sinodalidade entre as Igrejas da região, que ajuda a delinear o rosto amazônica da Igreja e que continua a tarefa de encontrar novos caminhos para a missão evangelizadora". É uma iniciativa conjunta do Conselho Episcopal Latino-Americano (CELAM) e da Rede Eclesial Pan-Amazônica (REPAM), na esteira do Sínodo dos Bispos para a Região Pan-Amazônica, realizado em 2019.

## História
Em 29 de junho de 2020, após dois dias de deliberações findou a Assembleia do Projeto de constituição da Conferência Eclesial da Amazônia, ocorrida virtualmente em função da Pandemia de COVID-19, onde foram aprovados o nome, os estatutos, sua identidade e composição. É fruto dos anseios dos prelados amazônicos e da aplicação da exortação apostólica Querida Amazonia.
Na audiência de 9 de outubro de 2021 concedida ao Prefeito da Congregação para os Bispos, cardeal Marc Ouellet, P.S.S., o Papa Francisco erigiu canonicamente a Conferencia Eclesial da Amazônia como pessoa jurídica pública eclesiástica, com o objetivo de promover a ação pastoral comum das circunscrições eclesiásticas do Amazônia e incentivar uma maior inculturação da fé neste território.

## Composição
A atual composição da Conferência é:
- Presidente: Dom Pedro Ricardo Cardeal Barreto Jimeno, S.J. (Arcebispo de Huancayo e presidente da Rede Eclesial Panamazônica)
- 1º Vice-presidente: Dom Zenildo Lima da Silva (Bispo auxiliar de Manaus)
- 2º Vice-presidente: Mauricio López Oropeza (coordenador do Centro de Redes e Ação Pastoral do CELAM no Equador)
- Comitê executivo: Eugenio Coter (vigário apostólico de Pando), como bispo representante das Conferências Episcopais do território amazônico, junto com as presidências dos órgãos eclesiais regionais CELAM, REPAM, CLAR e CÁRITAS ALyC e junto com os 3 representantes dos povos originais designados: Sra. Patricia Gualinga do povo Kichwa-Sarayaku (Equador), Irmã Laura Vicuña Pereira do povo Kariri (Brasil) e Sr. Delio Siticonatzi do povo Ashaninca (Peru).